# Kasteel de Viron
Het Kasteel de Viron is het gemeentehuis van de gemeente Dilbeek. Het gebouw in neotudorstijl werd in 1862 ontworpen door de architect Jean-Pierre Cluysenaar, in opdracht van de familie de Viron die zich in 1775 te Dilbeek vestigde. Het kasteel telt 12 torens, 52 vertrekken, 365 ramen en 7 trappen. Dit opvallende aantal verwijst volgens de overlevering naar de juliaanse kalender: 12 maanden, 52 weken, 365 dagen en 7 dagen in de week. In 1923 vestigde de gemeente haar gemeentehuis in het kasteel. In 1990 werd het kasteel de Viron beschermd als monument, samen met ijskelder in het Sint-Alenapark.
Achter het Kasteel de Viron ligt de Sint-Alenatoren, een overblijfsel van het vroegere kasteel dat in 1862 gesloopt werd. Aan de Sint-Alenatoren is de legende van Levold en zijn dochter Alena van Dilbeek verbonden.